# Zitadelle Petersberg

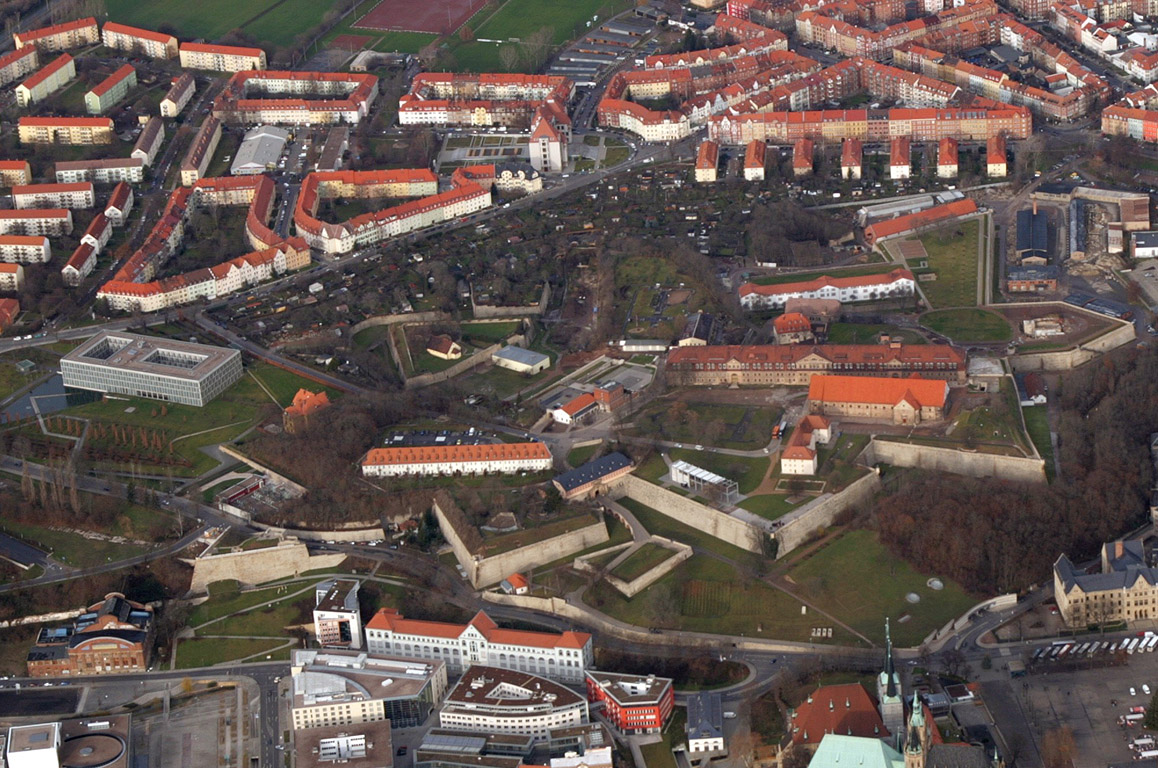
Zitadelle Petersberg (Luftbild 2006)

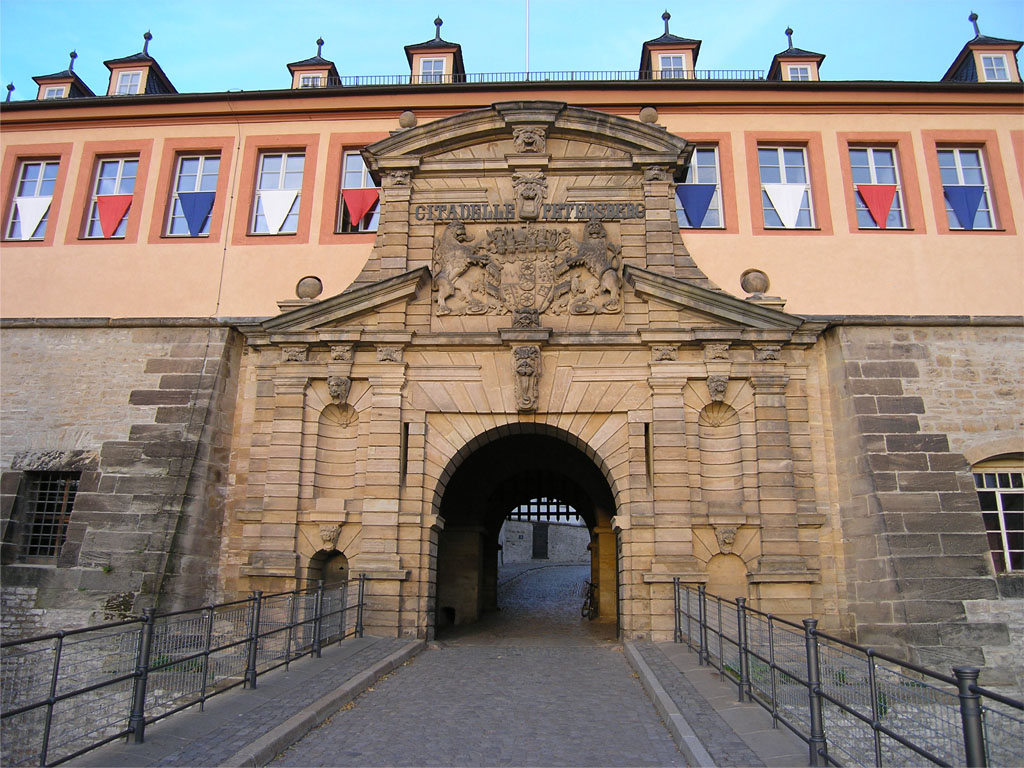
Peterstor (errichtet zwischen 1666 und 1668)

Die Zitadelle Petersberg (auch Festung Petersberg) ist eine ursprünglich kurmainzische, später preußische Stadtfestung des 17. bis 19. Jahrhunderts im Zentrum der thüringischen Landeshauptstadt Erfurt.
Sie gilt als eine der größten und besterhaltenen ihrer Art in ganz Europa und wurde 1665 auf Befehl des kurmainzischen Kurfürsten und Erzbischofs Johann Philipp von Schönborn als Zwingburg gegen die Stadt im neuitalienischen Stil errichtet. Im weiteren Verlauf sollte sie als nördlichste Festung das Kurfürstentum vor Angriffen der protestantischen Mächte schützen. Die strategische Bedeutung der Zitadelle erkannten später auch Preußen und dann Frankreich, die sie Anfang des 19. Jahrhunderts für kurze Zeit annektierten. Mit dem Wiener Kongress im Jahre 1815 kam sie mit Erfurt endgültig zu Preußen und wurde bis zur deutschen Reichsgründung 1871 als Befestigungsanlage genutzt. Sie blieb auch während der beiden Weltkriege und in der Nachkriegszeit ein zentraler militärischer Ort der Region.
Ab 1963 war das Gelände der Öffentlichkeit teilweise zugänglich. Ab 1990 führten das Land Thüringen und die Stadt Erfurt Sanierungen in größerem Umfang durch. Heute befinden sich in den Gebäuden der Festung staatliche Ämter, Wohnungen sowie touristische und kulturelle Einrichtungen.

## Geschichte

### Vorgeschichte
Die Stadt Erfurt war seit dem frühen Mittelalter das kirchliche, politische und wirtschaftliche Zentrum Thüringens und gehörte ab 750 zum Erzbistum Mainz. Während der folgenden Jahrhunderte erlangte die Stadt weitgehende politische und wirtschaftliche Autonomie, die im Mittelalter zur Blüte der Stadt führte. Im Westfälischen Frieden 1648 wurde Erfurt wieder dem Kurfürstentum Mainz zugesprochen. Erfurt leistet daraufhin Widerstand und wurde vom Kaiser mit der Reichsacht belegt. Schließlich zwang ein Heer aus 15.000 kurmainzischen und französischen Soldaten die Stadt zur Aufgabe und Erfurt erhielt den Status einer Provinzstadt, die dem Kurfürsten von Mainz direkt unterstellt war. Um weiteren Aufständen vorzubeugen und als Schutz gegen die protestantischen Mächte ließ der kurmainzische Kurfürst und Erzbischof, Johann Philipp von Schönborn, auf dem Gelände des Petersberges eine Zitadelle errichten. An deren Planung war vermutlich der Münsteraner Bischof Christoph Bernhard Reichsfreiherr von Galen beteiligt. Zu dieser Zeit befand sich auf dem Petersberg das Benediktinerkloster St. Peter und Paul (Peterskloster). Die erste Besiedelung durch die Benediktiner erfolgte um 1060. Zwischen 1103 und 1147 erbauten sie die Peterskirche und 1530 das Schirrmeisterhaus.

### Errichtung der Zitadelle (1665–1707)

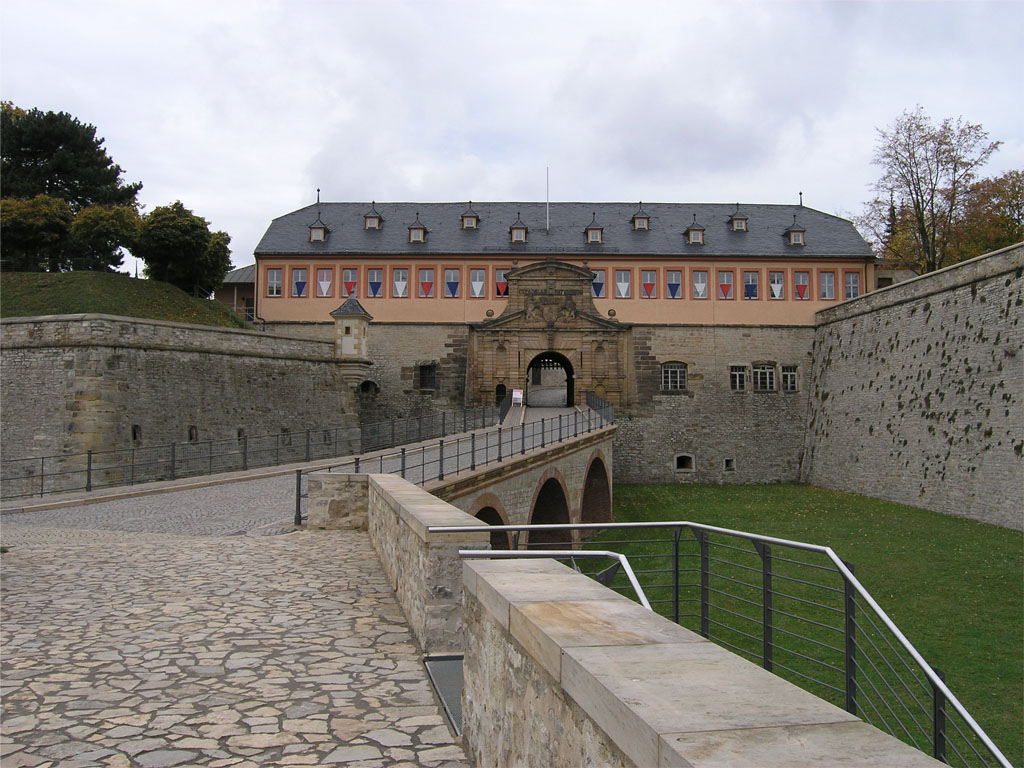
Zufahrtsbrücke (errichtet 1670) mit Peterstor und Kommandantenhaus (errichtet 1669)

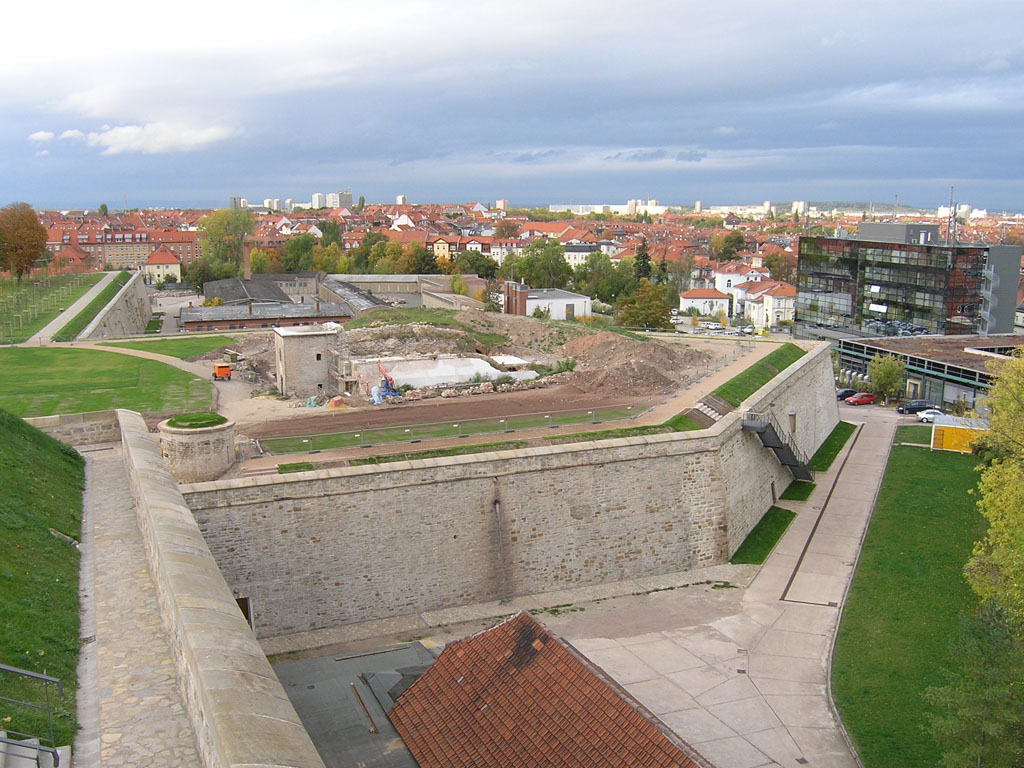
Bastion Franz (errichtet um 1680)

Am 1. Juni 1665 wurde der Grundstein der Zitadelle Petersberg gelegt, die anfangs noch Citadelle Johann Philippsburg hieß. Damit begann die erste von drei Bauphasen. Zunächst errichteten bis etwa 1669 fronende Bauern aus Erfurt gemeinsam mit italienischen Steinmetzen unter Leitung des Ingenieurs Wilhelm Schneider die vier der Stadt zugewandten Bastionen Martin, Philipp, Leonhard und Kilian im neuitalienischen Stil sowie das nach Antonio Petrini entworfene Peterstor mit Kommandantenhaus. Dabei wurde die neu entstandene Festungsmauer mit der alten Stadtbefestigung verbunden und in ihrem Fuß Konterminen („Horchgänge“) angelegt. In ihnen patrouillierten Soldaten, um im Belagerungsfall feindliche Mineure frühzeitig zu lokalisieren und sie an ihrem Zerstörungswerk zu hindern. Zwischen 1675 und 1700 wurden die vier restlichen Bastionen Johann, Michael, Gabriel und Franz, die drei Kasernengebäude wie auch die beiden Ravelins Anselm und Lothar realisiert. Sie sind Vorwerke in Form von Wallschilden, die vor den Kurtinen (Verbindungsmauer zwischen zwei Bastionen) zum Schutz errichtet wurden. Während des Baus kam es wiederholt zu Verzögerungen. Erst nach fast vierzig Jahren (1702) war die Festung von allen Seiten umschlossen. Damit endete der erste Bauabschnitt (1665–1702). Im 17. und dem 18. Jahrhundert lagen in den Kasernen des Petersbergs die 500 bis 800 Mann starke Mainzer Garnison zusammen mit der Erfurter Miliz.

### Erste Modernisierung und anschließender Verfall (1707–1802)

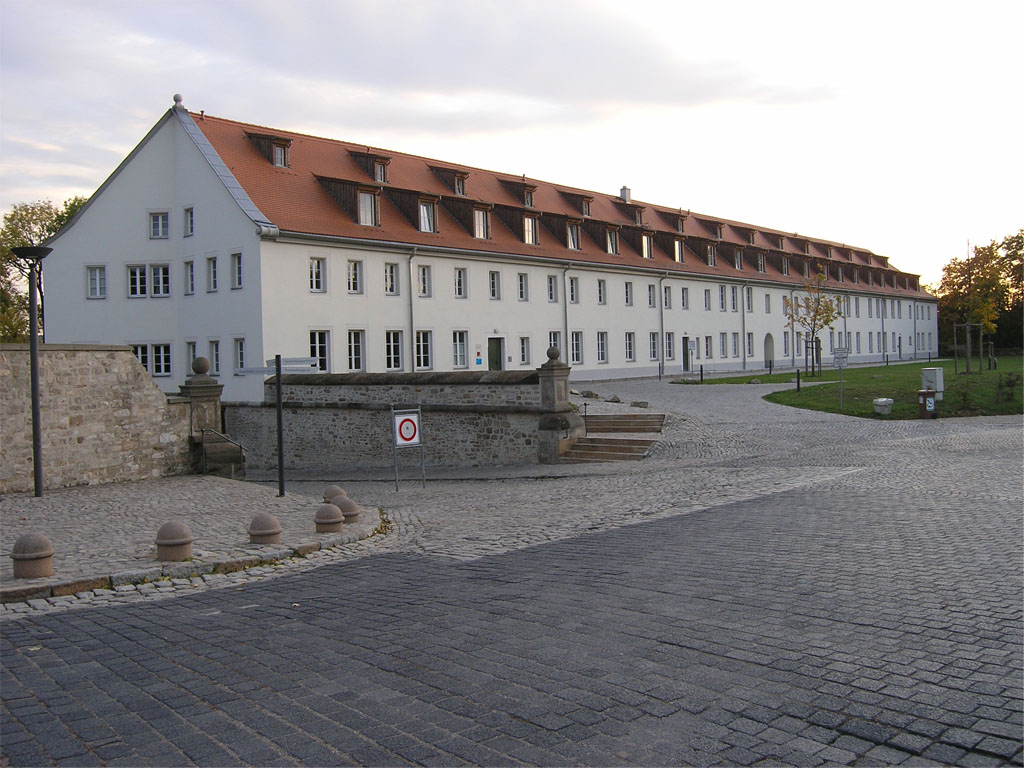
Obere Kaserne/Kaserne A (errichtet um 1675)

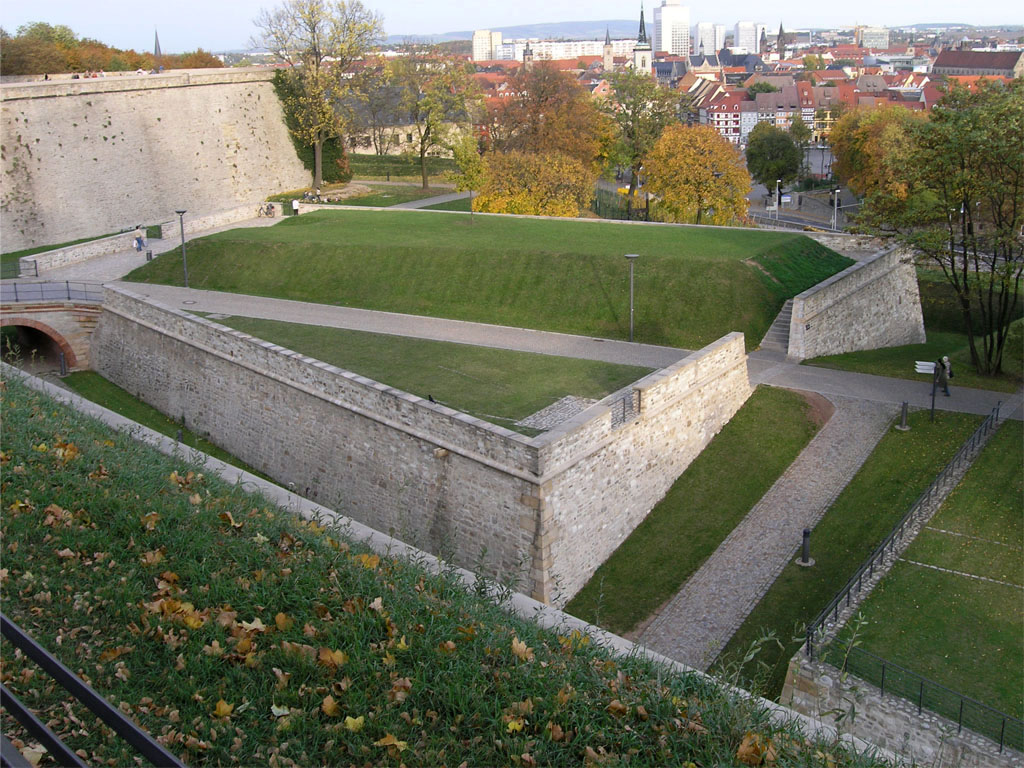
Rekonstruiertes Ravelin Peter (errichtet 1708)

Karte von Erfurt mit der Zitadelle Petersberg (um 1730)

Während des Großen Nordischen Krieges (1700–1721) bedrohten die Schweden die nördlichen Gebiete des Kurfürstentums, zu denen Erfurt gehörte. Aus diesem Grund entschloss sich Mainz zu einem Ausbau der Zitadelle Petersberg und engagierte dafür den Festungsbaumeister Johann Maximilian von Welsch. Nach dem Vorbild des französischen Festungsbaumeisters Vauban legte er besonderen Wert auf die Verstärkung der Vorfestungen und Grabenverteidigungen.
Das führte zur Errichtung von zwei Lünetten sowie zwei weiteren Ravelins (Wilhelm und Peter) mit kurzen Wallstücken (1708) und zu einem neuen Hornwerk vor der Bastion Gabriel (zwischen 1725 und 1728). Vermutlich stützte sich von Welsch dabei noch auf die ersten Baupläne der Festung. Des Weiteren wurde ein großer Festungsgraben mit einem gestaffelten Palisadensystem rund um die Festung angelegt und die Konterminen im Mauerwerk weiter ausgebaut. Um den Zugang zur Kernfestung besser kontrollieren zu können, erfolgte der Bau eines Wachgebäudes vor dem Ravelin Peter (1735). Mit der Fertigstellung der beiden Geschützkasematten in den Bastionen Philipp und Johann in Richtung der Bastion Franz (1737) ging die zweite Bauphase (1707–1737) zu Ende. Die hohen finanziellen Aufwendungen für die Instandhaltung der Gebäude und Anlagen sowie neue militärische Entwicklungen führten in den 1770er Jahren zu neuen Überlegungen bei den Mainzer Verantwortlichen. Man dachte sogar über eine Schleifung der Festung nach. Doch mit dem Bayerischen Erbfolgekrieg (1778–1779) änderte sich die Sichtweise. Die Festung mit ihren Außenwerken wurde weiter genutzt und notdürftige Reparaturen wurden vorgenommen.

### Unter preußischer Herrschaft (1802–1806)
Im Vorgriff auf den Reichsdeputationshauptschluss hatte Frankreich in einem Geheimvertrag vom 23. Mai 1802 Preußen seine Unterstützung zugesichert, wenn es als Entschädigung für die an Frankreich verlorenen Gebiete links des Rheinufers unter anderem das Eichsfeld und Erfurt in Besitz nehme. Daraufhin besetzten im Juni 1802 preußische Truppen unter Ludwig Ernst von Voß und Leopold Alexander von Wartensleben die Stadt mit dem Petersberg. Bereits im März 1803 wurde das Benediktinerkloster St. Peter und Paul (Peterskloster) von den neuen Besitzern der Zitadelle aufgelöst, um Platz für die wesentlich stärkere Besatzung zu haben. Außerdem sollte die Festung auf Grund ihrer wichtigen geopolitischen Lage erneuert werden. Doch diesen Plänen folgten zunächst kleine Reparaturen. Erst mit Ausbruch des Krieges zwischen Frankreich und Preußen (1806) wurden die Ausbauarbeiten wieder aufgenommen. Diese konzentrierten sich auf die Errichtung neuer Palisadenwände und einer dahinter liegenden Schanze (Glacis). Zudem wurde für den Fall einer Belagerung ein Lebensmittelvorrat angelegt, der die Mannschaft einen Monat lang ernähren sollte.

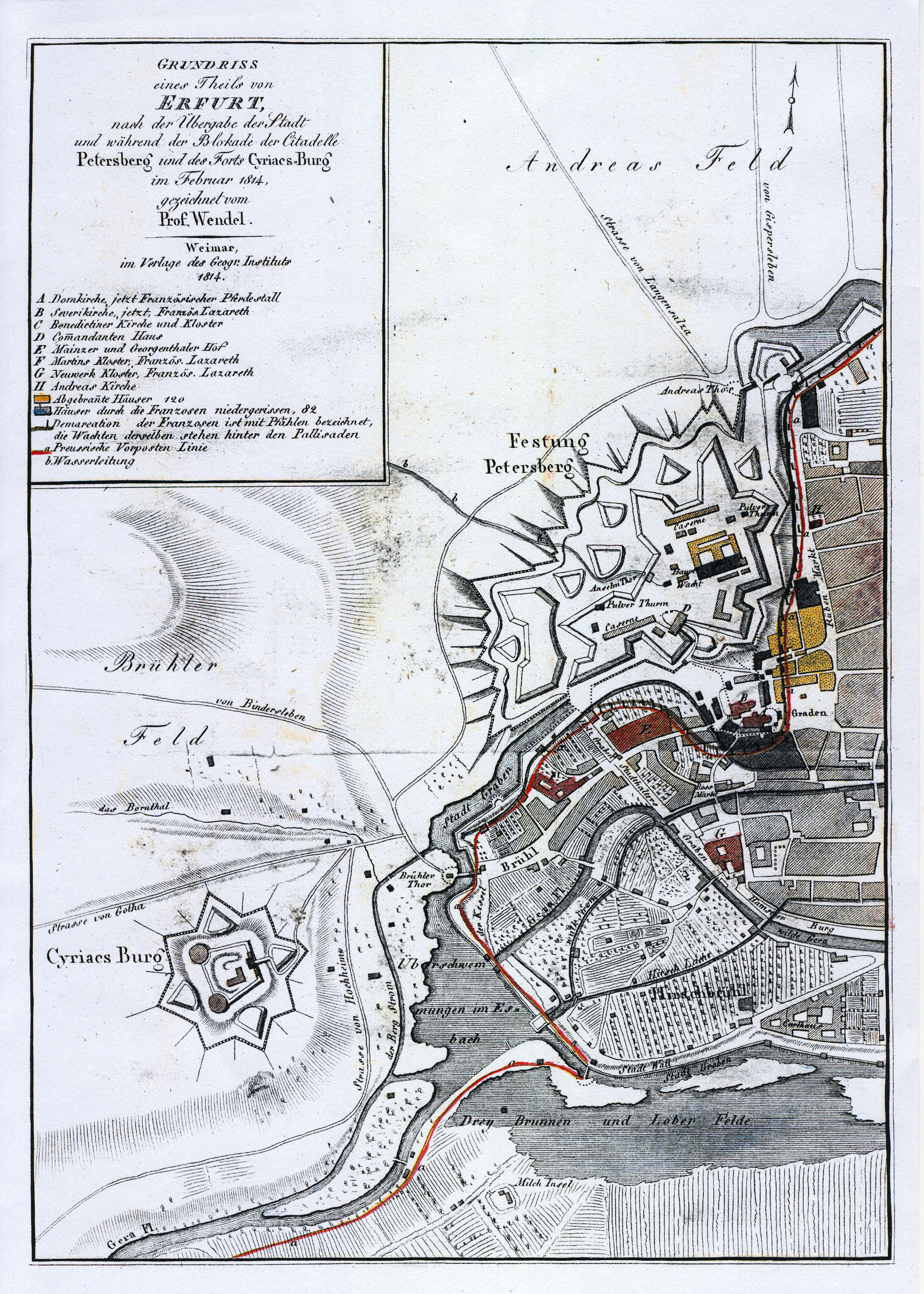
Belagerung der Zitadelle durch die Alliierten 1813/1814

Nach der Niederlage in der Schlacht von Jena und Auerstedt am 14. Oktober 1806 flüchteten Teile des zerschlagenen preußischen Heers in die schützende Zitadelle Petersberg. Bereits am Tag darauf kapitulierten die Preußen auf Befehl von Prinz Wilhelm von Oranien vor den napoleonischen Truppen.

### Unter französischer Herrschaft (1806–1813)
Bei der widerstandslosen Übergabe fiel den Franzosen der große Festungsvorrat an militärischen Gerätschaften in die Hände. Die etwa 1400 preußischen Soldaten kamen in Kriegsgefangenschaft. Am 23. Juni 1807 traf Napoléon Bonaparte in Erfurt ein, um sich sowohl die Stadt als auch die Zitadelle direkt unterstellen zu lassen. Bei dieser Gelegenheit und im Rahmen des Erfurter Fürstenkongresses 1808 in Begleitung von Zar Alexander I. besuchte er die Befestigungsanlage des Petersbergs. In den folgenden Jahren herrschte Napoleon uneingeschränkt in Süd- und Mitteleuropa, so dass er mit dem Gedanken spielte, die Anlage zu schleifen. Die Wendung sollte der Russlandfeldzug 1812 bringen, in dem das französische Militär erstmals entscheidend geschlagen wurde und sich anschließend nach Westen zurückdrängen lassen musste. In der Zitadelle wurde am 24. Februar 1813 der Belagerungszustand ausgerufen und der Ausbau sowie die Reparatur der Verteidigungsanlagen aufgenommen. So wurden viele Gebäude mit bombensicheren Dächern versehen, der Glacis erneuert und Traversen geschaffen, um die Einsicht von außerhalb zu beschränken. Lebensmittel für die 2000 Mann Besatzung und Pferdefutter wurden auf sechs Monate angelegt und in der zum Magazin umgewandelten Peterskirche eingelagert. Im April und im Oktober 1813 traf Napoleon letztmals in Erfurt ein, um dabei die Zitadelle Petersberg zu besichtigen. Die Völkerschlacht bei Leipzig (16.–19. Oktober 1813) besiegelte den Untergang der napoleonischen Truppen. Teile der französischen Armee flohen nach dem Kampf in die Stadt Erfurt. Hier sollte sich das französische Heer sammeln und ein erstes Widerstandszentrum gegen die Verfolger entstehen. Die Leitung für dieses Vorhaben erhielt der Brigadegeneral Alexandre d’Alton, der daraufhin am 25. Oktober 1813 mit dem Schließen aller Tore und Verkaufsläden die Blockade der Stadt einleitete. Nach drei Tagen hatte eine 34 900 Mann starke Belagerungsarmee, bestehend aus dem preußischen II. Armeekorps unter Generalleutnant Graf Kleist von Nollendorf sowie österreichischen und russischen Truppenteilen, Erfurt von allen Seiten eng umschlossen und ihre Quartiere in den umliegenden Dörfern bezogen. Die Belagerungsgeschütze wurden in der Nähe der Schwedenschanze aufgestellt.
Zunächst versuchten die Franzosen, sich durch Angriffe zu verteidigen und zerstörten dabei das Dorf Daberstedt, um es als Quartier für die Belagerer unbrauchbar zu machen. Daraufhin wurden am 4. November 1813 die französischen Besetzer aufgefordert, die Zitadelle kampflos zu übergeben. Doch d’Alton erklärte: „Der Kaiser hat mir die Verteidigung des Platzes Erfurt anvertraut. Ich werde seinen Erwartungen entsprechen, indem ich meine Pflicht tue. Ich kann mich auf ein anderes Arrangement nicht einlassen.“ Als dann auch noch am gleichen Abend das Dorf Ilversgehofen durch 1500 Franzosen überfallen wurde, waren die Belagerungstruppen zum Handeln gezwungen. Die wenige Tage zuvor durch den Kriegsrat besprochene Bewerfung des Petersberges sollte nun in die Tat umgesetzt werden. Dafür wurden am Abend des 5. Novembers zwei österreichische und russische Batterien im Dorf Marbach sowie eine preußische Batterie im Steigerwald in Stellung gebracht und am 6. November um sechs Uhr morgens das Feuer auf die Festung eröffnet. Schon nach kurzer Zeit brannten erste Gebäude auf dem Petersberg. Das Klostergebäude, die alte Hauptwache, Teile der Peterskirche und zahlreiche Häuser unterhalb des Berges fielen den Flammen zum Opfer.
Trotz des starken Bombardements und erheblicher Zerstörungen kapitulierten die Franzosen nicht. Es kam jedoch zu einem Waffenstillstand, der in der folgenden Zeit nach und nach verlängert wurde. Anfang Januar 1814 erfolgte die Übergabe der Stadt Erfurt ohne die beiden Zitadellen Petersberg und Cyriaksburg an die Preußen. Während die französische Hauptstadt Paris im April 1814 von den verbündeten Truppen eingenommen wurde, befanden sich die napoleonischen Truppen weiterhin in der Zitadelle Petersberg. Erst am 5. Mai 1814 gab Generalfeldmarschall Alexandre Dalton auf und übergab die Zitadelle friedlich an die Preußen. Dazu hatte er von der französischen Regierung eine Vollmacht erhalten. Daraufhin zogen die 1700 französischen Soldaten mit 6 Geschützen unbehelligt nach Straßburg ab.

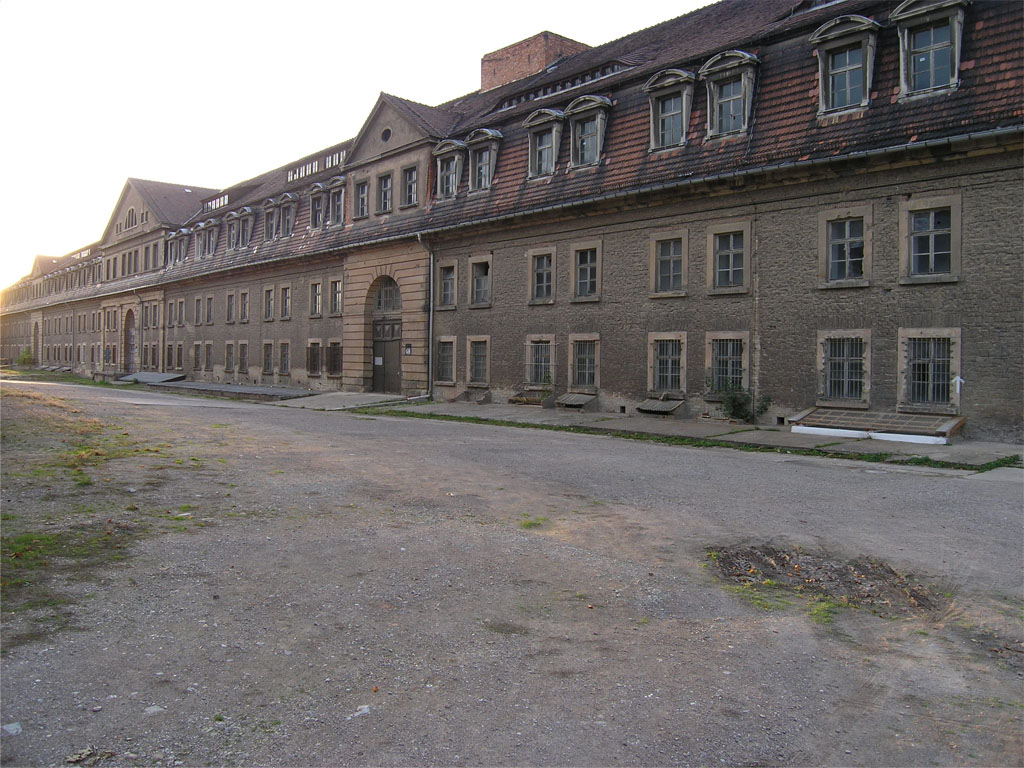
Defensionskaserne (errichtet zwischen 1828 und 1831)

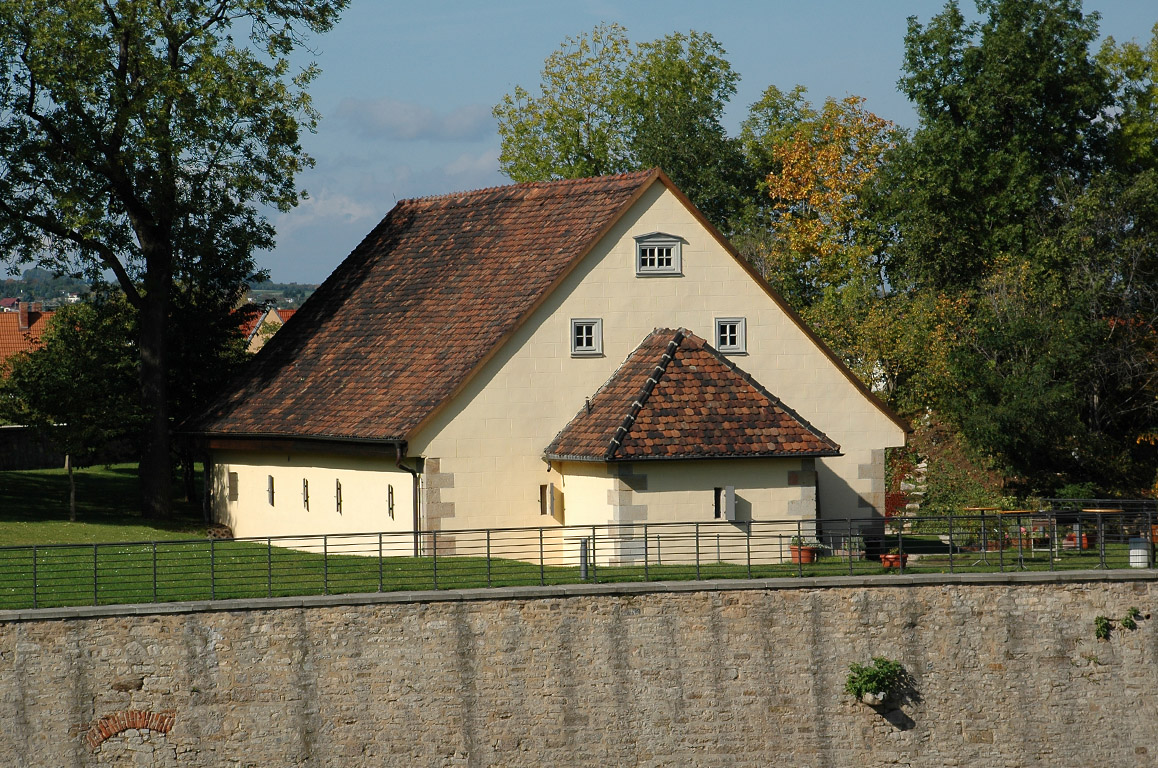
Friedenspulvermagazin Nr. 5 (errichtet 1822), das einzige erhaltene seiner Art in ganz Deutschland

### Festung in Preußen (1814–1871)
Nach dem Wiener Kongress (1814–1815) kam es zu einer Neuordnung Europas. Als Ergebnis erhielt Preußen unter anderem die Stadt Erfurt, die der neuen Provinz Sachsen zugeschlagen wurde. Die Festung Erfurt gehörte nun zu den am südlichsten gelegenen Befestigungsanlagen Preußens. Deshalb sollte sie als Festung ersten Ranges zusammen mit den beiden Zitadellen Petersberg und Cyriaksburg ausgebaut werden. Damit begann der letzte Bauabschnitt (1815–1831). In diesem Zeitraum erfolgte zunächst die Reparatur der beschädigten Gebäude und Wehranlagen. Weiterhin entstanden nach dem neupreußischen System zwischen 1823 und 1825 Geschützkaponnieren zur Verteidigung des Festungsgrabens. An der Spitze der Bastion Martin entstand 1830 ein Kanonenhof, und zwischen 1828 und 1831 erfolgte auf dem Gelände des völlig zerstörten Benediktinerklosters St. Peter und Paul der Bau einer Defensionskaserne. Sie sollte als Artilleriestellung die Einsicht des oberen Plateaus von Norden her einschränken und zusammen mit der Abschnittsmauer die Festung in zwei unabhängige Abschnitte teilen.

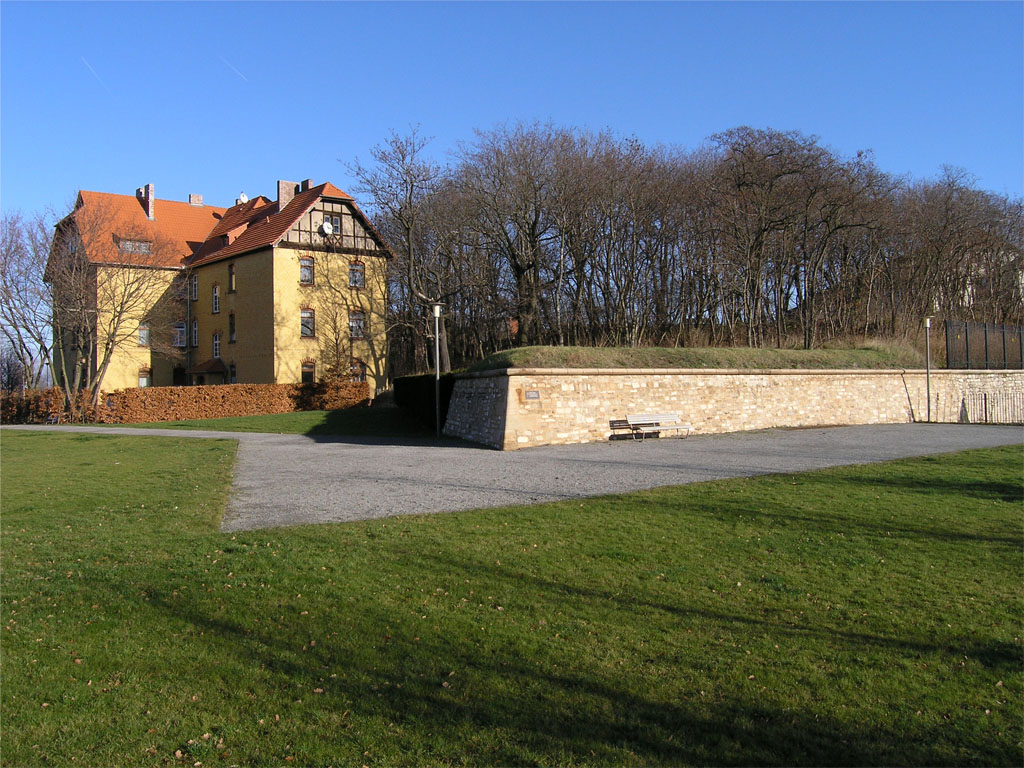
Reste der Bastion Gabriel mit der Hornwerkkaserne (errichtet zwischen 1912 und 1913)

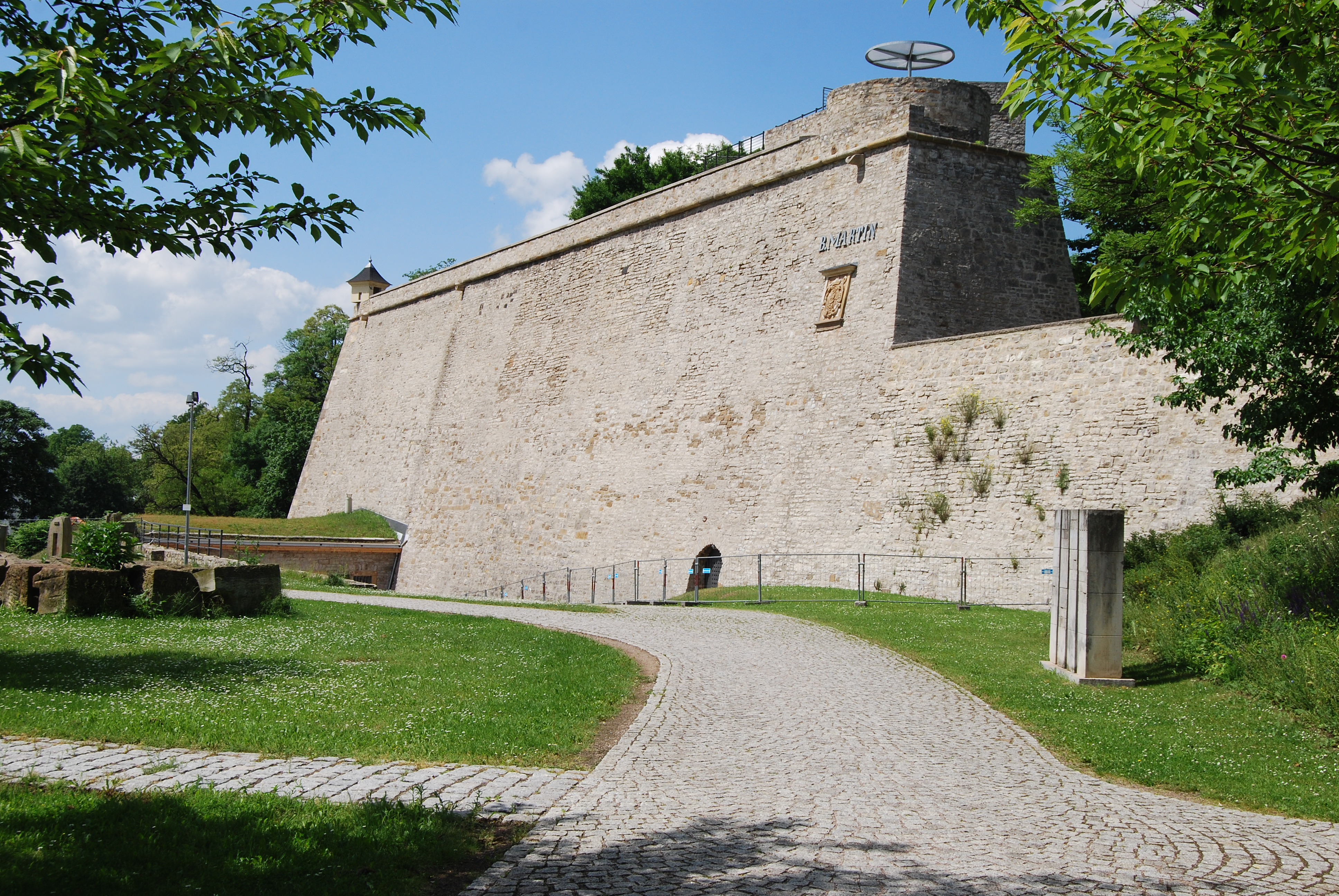
Bastion Martin im Südteil der Zitadelle

Außerdem ließ man zur Lagerung des Pulvers in Kriegs- oder Friedenszeiten 1822 auf dem Ravelin Anselm und dem Hornwerk Friedenspulvermagazine sowie um 1830 auf der Bastion Franz und Philipp Kriegspulvermagazine bauen. Als letzte Modernisierungsmaßnahme sollten sieben weit vorgeschobene Forts aufgestellt werden, von denen aber nur die Nr. I vor der Auenschanze und die Nr. II auf der Schwedenschanze zwischen 1866 und 1869 realisiert wurden. Diese selbstständigen stark befestigten Außenwerke sollten den Beschuss der Kernfestung durch die damals aufkommenden Geschütze mit gezogenem Lauf verhindern. Neben dem Ausbau der Zitadelle kam es auch zu Veränderungen innerhalb der Besatzung. So wurde 1860 ein neues Regiment mit dem Namen 3. Thüringer Infanterie-Regiment Nr. 71 gegründet, das bis zum Ende des Ersten Weltkriegs in der Defensionskaserne des Petersbergs stationiert war.

### Standort des deutschen Heeres (1871–1945)
Mit Gründung des Deutschen Reichs 1871 wurden Preußen und die ihm früher feindlichen süddeutschen Staaten wie Bayern und Württemberg zu Verbündeten. Dadurch verloren zahlreiche Festungen an Bedeutung, die daraufhin offengelegt oder sogar geschleift wurden. Auch für die Festung Erfurt mit den Zitadellen Petersberg und Cyriaksburg gab Kaiser Wilhelm I. den Befehl zur Entfestigung (20. Juni 1873). Aus Geldmangel wurden schließlich nur die beiden Ravelins Peter und Wilhelm, das Hornwerk sowie die Kavaliere entlang der Mauern abgetragen. Des Weiteren wurde eine Zufahrtsstraße gebaut, wobei große Teile der Bastion Gabriel und die Lünette I. vollständig geschleift und verschiedene Festungsgräben gefüllt wurden. Nach einigen Jahren stieg das Interesse am Militärstandort Petersberg wieder, so dass man neue Gebäude, wie Werkstätten, Lagergebäude, die Hornwerkkaserne zwischen 1912 und 1913 und eine Militärarrestanstalt zwischen 1913 und 1914 errichtete. Anstelle der Erdaufschüttung auf dem bisherigen zweistöckigen Flachbau erhielt die Defensionskaserne in neobarockem Stil ein Mansarddach mit Obergeschoss, architektonisch gut an die benachbarte Peterskirche angepasst. Die aufgestockte Defensionskaserne gehört seitdem zur weithin sichtbaren Stadtkrone von Erfurt. Infolge des Friedensvertrags von Versailles von 1919 kam es zu einer allmählichen Räumung der militärischen Einrichtungen. Bis 1933 erfolgte die teilweise Nutzung als Wohngebäude und als Quartier der Schutzpolizei sowie zwischenzeitlich des Freikorps Thüringen. 1921 wurde die Lauentorstraße fertig gestellt, die seither die Spitze der Bastion Martin von der Zitadelle trennt.
In der Zeit des Nationalsozialismus wurde das Gelände auf dem Petersberg erneut zu militärischen Zwecken genutzt. Zwischen 1936 und 1938 dienten Teile der Kasernen als Quartier des neu aufgestellten motorisierten Infanterie-Regiments Nr. 71 und zwischen 1938 und 1943 als Sitz von Verwaltungsstellen der Wehrmacht. Des Weiteren befand sich ab 1940 im Kommandantenhaus das Kriegsgericht 409. ID und im ehemaligen Polizeigefängnis eine Untersuchungshaftanstalt für politische Gefangene. In die Artilleriekaserne zogen das Heeresbauamt und in die Defensionskaserne ein Durchgangs- und Erfassungslager für Vertriebene ein. Die unterirdischen Konterminen bekamen zur Stadtseite hin neue Eingänge, in denen Erfurter Bürger bei Luftangriffen Zuflucht finden konnten. Im April 1945 richtete der für die Verteidigung Erfurts verantwortliche Kampfkommandant Oberst Otto Merkel seinen Befehlsstand auf dem Petersberg ein. Die Zitadelle wurde am 12. April 1945 von den Amerikanern besetzt. Mit dem 2. Juli 1945 gehörte die Stadt Erfurt und das Land Thüringen zur sowjetischen Besatzungszone (SBZ).

### Nutzung nach dem Zweiten Weltkrieg

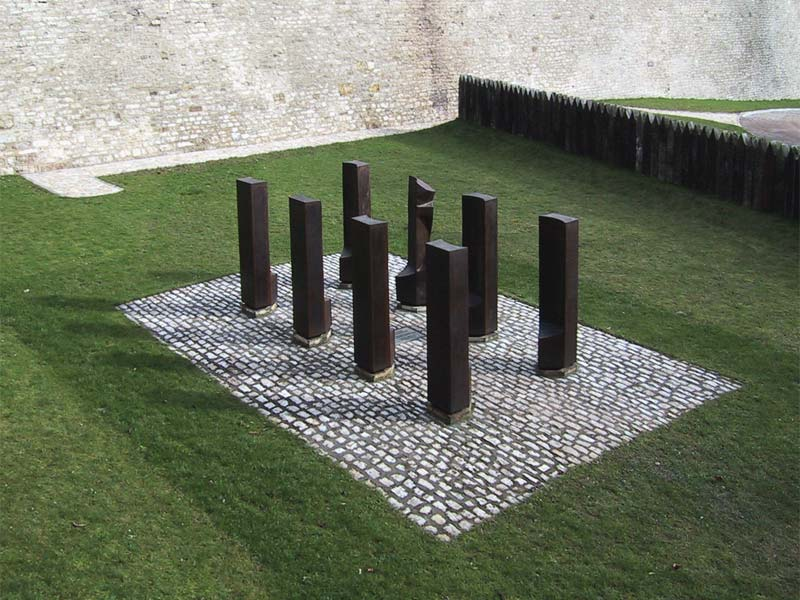
Denkmal für den unbekannten Wehrmachtsdeserteur vor der Bastion Philipp

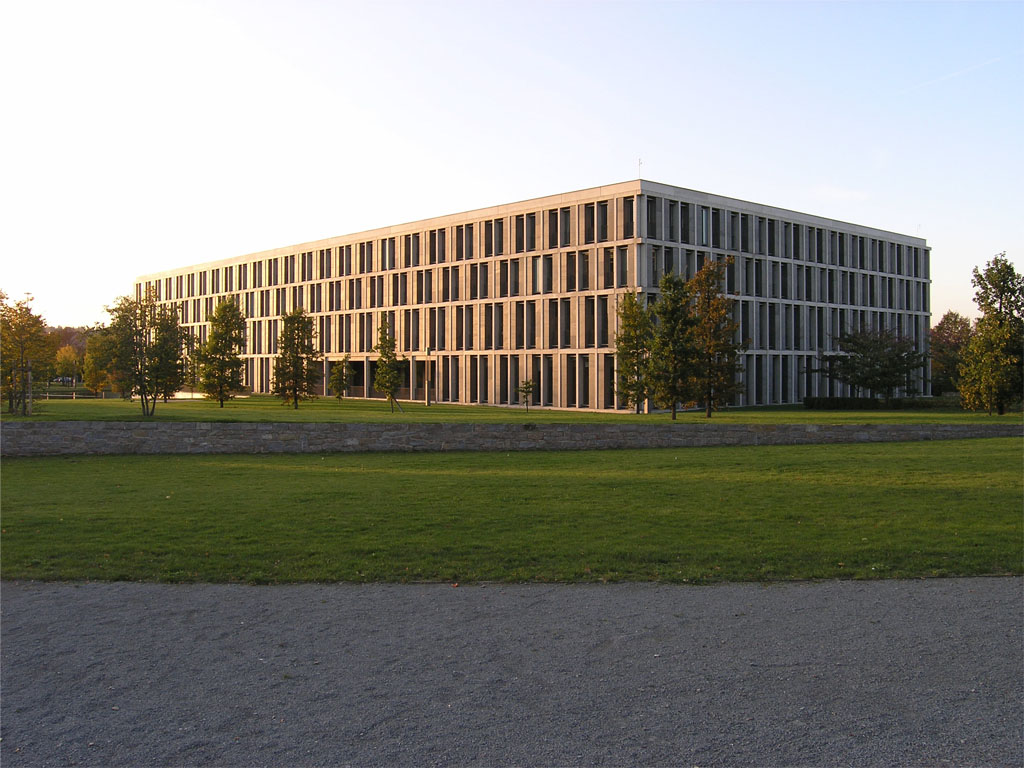
Bundesarbeitsgericht auf dem ehemaligen Hornwerk

In den ersten fünf Jahren nach dem Ende des Zweiten Weltkriegs bestand eine Mischnutzung aus Wohnungen, Verwaltungs- und Gewerbegebäuden. Mit Gründung der DDR am 7. Oktober 1949 kam wieder Militär auf das Gelände. Gebäude vor der Bastion Johann wurden als Fahrbereitschaft der Staatssicherheit und die Kasernen zwischenzeitlich als Quartier der Kasernierten Volkspolizei, einer Polizeischule und der Nationalen Volksarmee (NVA) verwendet. Ab 1963 gelangte der Petersberg wieder in städtischen Besitz, wodurch das Gelände teilweise für die Öffentlichkeit zugänglich wurde. Die geringen Mittel der Stadt reichten jedoch nur zu einer notdürftigen Unterhaltung der Gebäude und Anlagen. Die Defensionskaserne und die Peterskirche wurden zu Lagerräumen umfunktioniert und in das Kommandantenhaus zog die Pionierorganisation Ernst Thälmann ein.
Mit der Wende 1989/1990 errichtete die Stadt Erfurt eine Bauhütte auf dem Petersberg. Unter Leitung des städtischen Hochbauamtes erfolgte mit zahlreichen ABM-Kräften seither die Sanierung und Rekonstruktion der verschiedenen Anlagen und Gebäude, die seit Jahrzehnten stark vernachlässigt worden waren. Gleichzeitig wurde am Fuße und auf der Krone der Festungsmauern ein Rundwanderweg über das gesamte Gelände eingerichtet.
1995 wurde durch den Künstler Thomas Nicolai das Denkmal für den unbekannten Wehrmachtsdeserteur und für die Opfer der NS–Militärjustiz vor der Bastion Philipp geschaffen. Es trägt die Inschrift Seid Sand, nicht das Öl im Getriebe der Welt von Günter Eich und besteht aus acht Stelen, von denen eine aus der Reihe hervortritt und den Fahnenflüchtigen symbolisieren soll. Im Kommandantenhaus der Zitadelle Petersberg war seit 1940 das Kriegsgericht 409 ID der Wehrmacht untergebracht, das rund 50 Deserteure zum Tode verurteilte und diese in der Nähe des Denkmals erschießen ließ.
In Verbindung mit den Sanierungsarbeiten wurde ein Nutzungskonzept entwickelt, das eine Mischnutzung aus Verwaltungsgebäuden, Wohnungen sowie touristischen und kulturellen Einrichtungen vorsieht. So befindet sich seit 1993 in der Artilleriekaserne/Kaserne B und in der Neuen Hauptwache der Amtssitz des Thüringischen Landesamtes für Denkmalpflege und Archäologie (TLDA), in der Unteren Kaserne die Birthler-Behörde (Erfurter Außenstelle des Bundesbeauftragten für die Unterlagen des Staatssicherheitsdienstes der ehemaligen DDR) sowie im Kommandantenhaus seit 1998 ein Jugendtreff und ein Folklore-Ensemble. Die Obere Kaserne, die Militärarrestanstalt sowie das Schirrmeisterhaus werden seit wenigen Jahren als Wohnhäuser und als Büroräume verwendet. Seit 1999 befindet sich das aus Kassel umgezogene Bundesarbeitsgericht in einem modernen Gebäude der Architektin Gesine Weinmiller auf dem ehemaligen Hornwerk. Für die unsanierte Defensionskaserne konnte bisher noch kein Nutzer gefunden werden. Zurzeit gibt es die Planung, sie als Jugendherberge und Kindermuseum zu nutzen. Auf dem ehemaligen Exerzier- und Paradeplatz finden seit 2000 das jährliche Petersbergfest und Veranstaltungen der Bundeswehr statt.
Die Zitadelle Petersberg ist heutzutage ein viel besuchtes Bauwerksensemble, das einen weiten Rundblick über die Stadt bietet.

## Aufbau

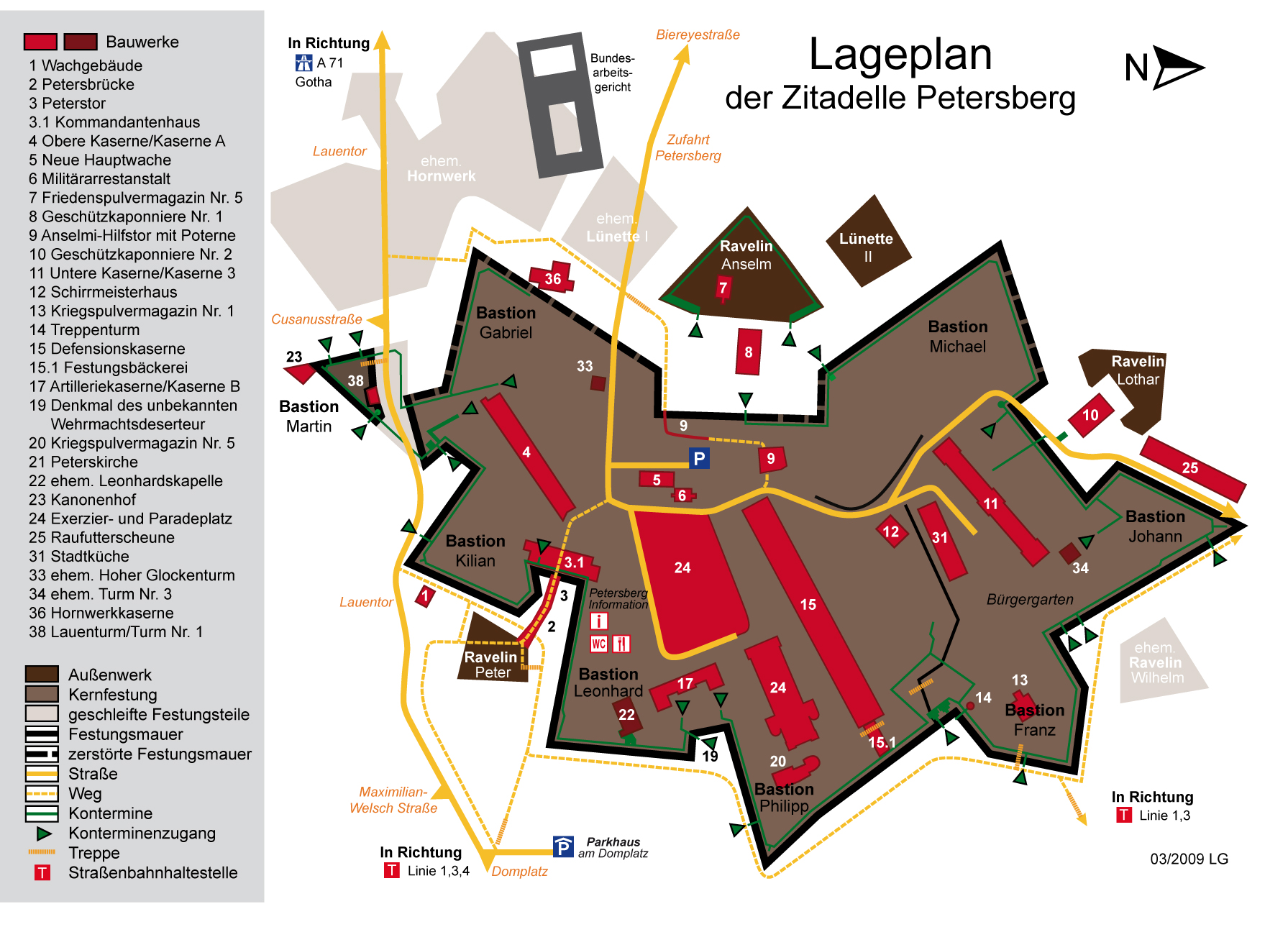
Lageplan der Zitadelle Petersberg (2009)

Die Zitadelle Petersberg zählt zu den größten und besterhaltenen Stadtfestungen aus dem 17. Jahrhundert in Deutschland. Ihre Kernfestung erstreckt sich über eine Fläche von ca. 12 ha und besitzt einen unregelmäßigen, sternförmigen Grundriss, der sich aus den acht Bastionen Martin, Gabriel, Michael, Johann, Franz, Philipp, Leonhard und Kilian im neuitalienischen Stil zusammensetzt. Auf der Bastionskrone führt ein kurmainzischer Postenweg mit einer mannshohen Brüstungsmauer und Wacherkern an den Bastionsspitzen fast vollständig um die Zitadelle. Die Mauern besitzen eine Länge von ca. 2 km bei einer Höhe zwischen 8 und 23 m und sind im 4 bis 6,5 m dicken Fußbereich von Konterminen durchzogen. In ihnen patrouillierten Soldaten, um im Belagerungsfall feindliche Mineure frühzeitig zu lokalisieren und sie an ihrem Zerstörungswerk zu hindern. Rings um die Kernfestung liegen vorgelagert im ehemaligen Festungsgraben Ravelins und Lünetten, die als eigenständige Verteidigungswerke die Nordwestseite stärken sollten. Des Weiteren gehörte dazu auch das Hornwerk, das zusammen mit dem Ravelin Wilhelm und der Lünette I nach der Festungsaufhebung 1873 geschleift wurde.
In das Innere der Zitadelle gelangt man über die Petersbrücke mit Peterstor, den ursprünglich einzigen Zugang und seit 1828 über das Anselmi-Hilfstor. Außerdem führen auf das Festungsgelände zwei Straßen aus der Zeit der Entfestigung 1873 und eine vor wenigen Jahren errichtete Treppe an der Bastion Franz. Die barocke Fassade des Peterstors wird von Wandpfeilern, Gesimsen und Löwenköpfen geschmückt und trägt zwischen einem durchbrochenen Dreiecksgiebel das Amtswappen des Kurmainzischen Kurfürsten Johann Philipp von Schönborn. In der Torhalle liegen auf jeder Seite Kasematten und in der Decke sind zwei Fallgitter sowie Pechlöcher verankert. Die Petersbrücke wurde ursprünglich als Holzkonstruktion mit Zugbrücke errichtet und unter den Preußen 1864 mit Steinen eingewölbt.
In der Kernfestung sind bis heute Überreste der Stadtmauertürme, Turm Nr. III, Hoher Glockenturm und Lauenturm zu finden, die mit Errichtung der Zitadelle zu Pulvermagazinen umfunktioniert und in ihrer Höhe mehrfach reduziert wurden. Der Lauenturm war zusammen mit dem Lauentor, einem Stadttor unterhalb der Bastion Martin, bis 1308 im Besitz der Grafen von Gleichen und nach dem gräflichen Wappentier, einem Löwen, benannt. Beim Durchbruch der Lauentorstraße 1921 wurde der Turm wiederentdeckt und dient mit der Bastion Martin seither als Aussichtsplattform. Der mittlere Bereich der Kernfestung wird als Oberes Plateau bezeichnet und erstreckt sich zwischen den Bastionen Leonhard, Philipp und der Verbindungsmauer der Bastionen Gabriel/Michael. In diesem Bereich liegt die Peterskirche, die zwischen 1103 und 1147 als romanische dreischiffige Pfeilerbasilika errichtet wurde und bis zur Säkularisation 1803 als Klosterkirche des Benediktinerklosters St. Peter und Paul diente. 1813 zerstörten Artilleriegeschosse weite Teile der Klosteranbauten und wenig später wurde sie unter den Preußen dauerhaft zu einem Magazin umgebaut. Heutzutage findet die Peterskirche als Kunstausstellungsraum Verwendung. Nach Nordwesten wird das Obere Plateau von der Defensionskaserne abgeschlossen, die zwischen 1828 und 1831 auf dem Gelände des ehemaligen Benediktinerklosters im preußischen Klassizismus errichtet wurde. Ihre nördlichen Mauern besitzen eine Stärke bis zu 2,5 m und sind über drei Stockwerke von Infanterie- und Artillerieschießscharten durchsetzt. Die ehemaligen Mannschaftsräume mit drei Eingangsportalen liegen auf der Südseite und boten durch Aufbau eines Mansarddaches 1912/13 für insgesamt 750 Soldaten Platz. Im Inneren besteht die Defensionskaserne aus zahlreichen einzelnen Abschnitten, die im Falle einer feindlichen Erstürmung durch einsetzbare Palisadenwände voneinander getrennt werden konnten. Nach Nutzung als Truppenunterkunft und Lager steht sie seit dem Jahr 2000 leer. An die Ostseite der Defensionskaserne schließt sich seit 1832 eine Seitenkaponniere mit Festungsbäckerei an, die noch heute genutzt wird. Im Norden des Oberen Plateaus liegt die 1675 erbaute Obere Kaserne, die zu den ältesten Kasernengebäuden Thüringens zählt.

## Festungskommandanten
Unter kurmainzischer Regentschaft:
- Generalmajor Baron von der Leyen (1665–1673)
- Oberst Schütz von Holzhausen (1674–1680)
- Oberst Johann Theodor Mortaigne (1680–1690)
- Obristwachtmeister von Sommerlat (1690–1690), Interimskommandant
- Baron Johann Adolf Langwerth von Simmern (1690–1700)
- Generalmajor Christoph Erhard von Bibra (1700–1706)
- Generalmajor Johann Sigmund Freiherr von Hirschberg (1706–1718)
- Generalmajor Georg Melchior von Harstall (1718–1733)
- Generalmajor Philipp Wilhelm Lucas Freiherr von Rieth (1733–1748)
- Generalmajor von Schwan (1748–1748), Interimskommandant
- Generalleutnant Otto Christoph Baron von Hagen (1748–1770)
- Generalleutnant Ludwig Wilhelm Baron von Harstall (1770–1773)
- Generalleutnant Franz Arnold Freiherr von Brencken (1774–1776)
- General von Rothelinsky (1776–1778), Interimskommandant
- General von Faber (1778–1779), Interimskommandant
- Generalmajor Ernst Friedrich Freiherr von Hagen (1780–1787)
- Generalmajor Christoph Freiherr von Knorr (1788–1802)

Unter preußischer Regentschaft:
- Generalleutnant Leopold Alexander von Wartensleben (Gouverneur, 1802)
- Major Georg Heinrich von Heckel (1803)
- Major Ludwig Karl von Prüschenk (1804–1806)

Unter napoleonischer Regentschaft:
- Brigadegeneral Alexandre d’Alton (1806–1813)

Unter preußischer Regentschaft:
- Oberstleutnant Johann Karl August von Streit (1813)
- Oberst Heinrich Wilhelm von Weltzien (1813–1815)
- Generalmajor Karl Ludwig von Oppeln-Bronikowski (1815–1821)
- Generalmajor Wilhelm Johann Maria von Blumenstein (1821)
- Oberst Karl von Kehler (1823)
- Generalleutnant Ernst Ludwig von Tippelskirch (1825–1827)
- Generalleutnant Oldwig von Natzmer
- Generalleutnant Karl Georg von Loebell (1832–1839) (mit der Wahrnehmung der Geschäfte beauftragt)
- Generalleutnant August von Hedemann (1840–1848)
- Generalleutnant Ferdinand von Voß-Buch (1848–1854)
- Oberst Ferdinand von Bialcke (1854–1856)
- Oberst Hermann Hofer von Lobenstein (1856–1857)
- Oberst Louis von Alvensleben (1857–1858), später Kommandeur des Garde-Grenadier-Regiments Nr. 1
- Oberst Bernhard von Hanfstengel (1858–1863)
- Oberst Robert von Frankenberg und Ludwigsdorf (1864)
- Oberst Joseph Ignaz Anton von Saenger (1864–1867)
- Generalmajor Hermann von Michaelis (1868–1871)
- Bernhard von dem Knesebeck (1871–1874)

## Platzingenieure
Unter preußischer Regentschaft:
- 1814–1819: Kapitän von Bartsch
- 1819–1824: Carl Friedrich von Fehrentheil und Gruppenberg (1782–1852)
- 1824–1837: Johann Pientka genannt Haak (1785–1850)
- 1837–1839: Heinrich Ferdinand Schubert(h) (1790–1861)
- 1839–1845: Carl Schönermark (1790-nach 1852)
- 1845–1848: Friedrich August Fesca (1792–1857)
- 1848–1851: Albert Heinrich von Köckritz (1799–1873)
- 1851–1855: Hauptmann Schnackenburg
- 1855–1858: Franz Blumenthal (1804–nach 1858)
- 1858–1864: Rudolf Deinhard (1813–1869)
- 1864–1870: Robert von Gayl (1821–1870)
- 1870–1871: Hermann von Mach (1827–1879)
- 1872: Franz Wilhelm Adolf von Mirich (1821–nach 1873)
- 1873: Major Ritter (+1878)